# Fundación Mozilla
Fundación Mozilla es una organización sin ánimo de lucro dedicada a la creación de software libre. Tiene como misión «mantener la elección y la innovación en Internet». La fundación es conocida por crear el navegador Mozilla Firefox o, simplemente Firefox en la actualidad.
Cualquier persona o compañía puede colaborar en el proyecto Mozilla, ya sea aportando código, probando los productos, escribiendo documentación o de cualquier otra manera. El trabajo desinteresado de los contribuidores de Mozilla hace que sea una organización sin fines de lucro.
Recibe financiación de algunas empresas, incluso Google.

## Características del software de la Fundación Mozilla
Tres importantes características de los productos de Mozilla son: el código abierto, el respeto por los estándares, y la portabilidad o posibilidad para la interacción del software en múltiples plataformas.

### Código abierto
El código de los productos de Mozilla está liberado bajo los términos de las licencias MPL, GPL o LGPL. Es software libre y por lo tanto, eso implica que además de que los productos se pueden descargar gratuitamente de Internet, el código fuente está a disposición de todo el mundo y está permitida la libre redistribución con o sin modificaciones de ese código fuente por parte de cualquiera, bajo los términos de la licencia. El trabajo del proyecto Mozilla, al estar amparado por una licencia libre, se entrega sin ningún tipo de garantía de responsabilidad sobre el software. Existen algunas condiciones si se desea redistribuir el software identificado con la marca de Mozilla y su imagen.

### Respeto por los estándares
El software de Mozilla es respetuoso con la mayoría de los estándares establecidos y en desarrollo, de las organizaciones destinadas a velar por un Internet abierto y equilibrado, como el W3C, la ECMA, o la IETF, que favorecen la igualdad de oportunidades y no el control de la red por unos pocos, dejando a los usuarios la libertad de elegir entre más de una opción.

### Característica multiplataforma

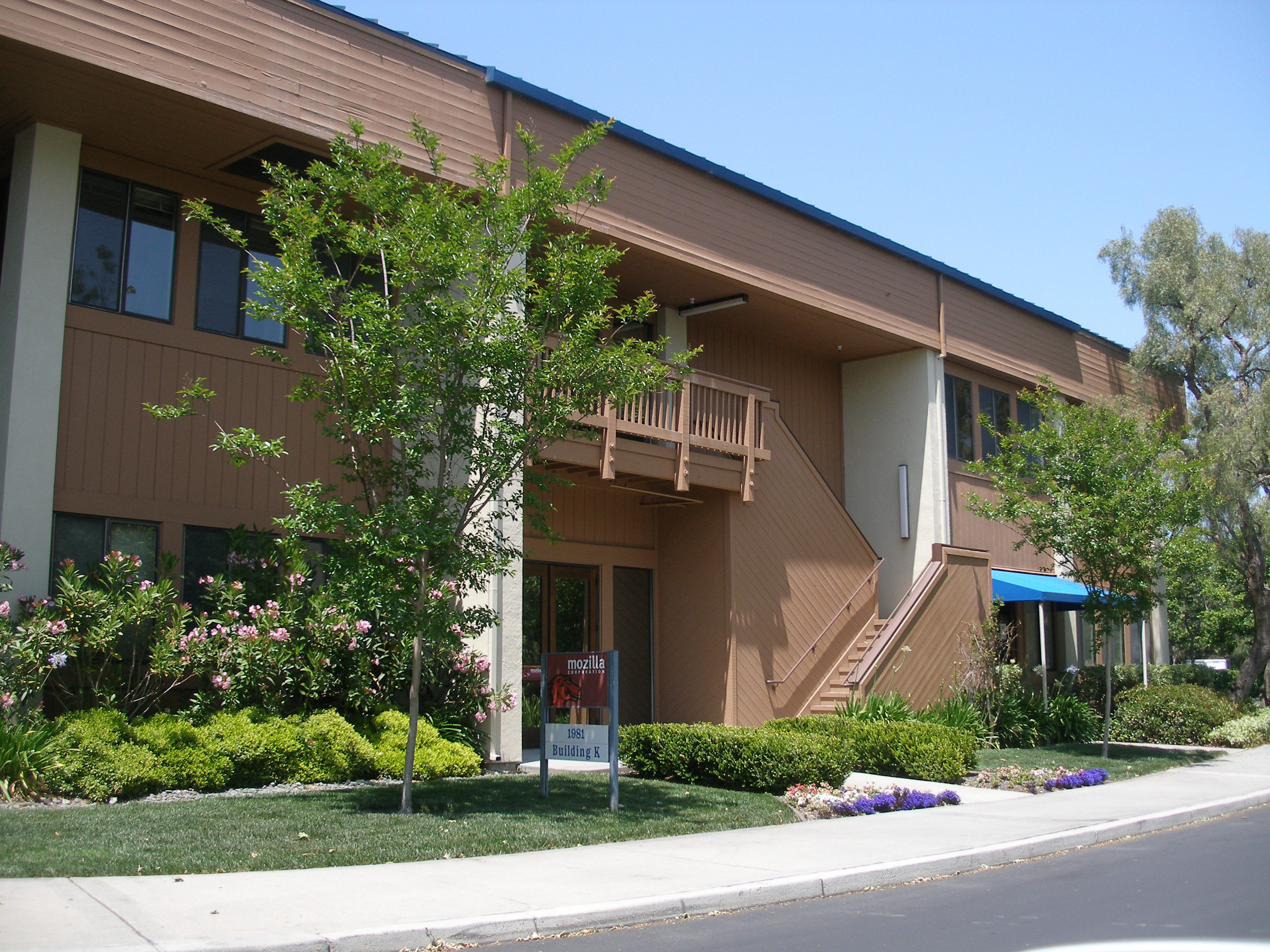
Sede de la Fundación Mozilla en Mountain View, California.

Una de las principales ventajas del software de Mozilla, es que puede interactuar con una gran cantidad de plataformas, como Microsoft Windows, MacOS, GNU/Linux, BSD, Solaris, y otras muchas más. Esa característica multiplataforma del software de Mozilla, facilita la interoperabilidad en caso de tener que trabajar con varios sistemas operativos diferentes, una rápida adaptación en las migraciones a otros sistemas, o sencillamente, la posibilidad de seguir con el mismo software para aquellos que quieran probar un nuevo ambiente informático.
El software de Mozilla se traduce a una gran cantidad de idiomas, gracias a los contribuidores del MLP, entre los cuales se encuentra el español.

## Productos
Algunos de los productos desarrollados por el proyecto Mozilla son los navegadores Mozilla Application Suite, Mozilla Firefox, Camino, el cliente de correo Mozilla Thunderbird o el calendario Mozilla Sunbird. También se pueden contar proyectos como Bugzilla, un sistema de notificación de fallos vía web, Minimo un navegador basado en Gecko para pequeños dispositivos, GtkMozEmbed, tecnología destinada a empotrar Mozilla en aplicaciones GTK, entre otros.

## Historia
El proyecto Mozilla nació en el año 1998, fruto de la liberación del código fuente de la serie 4.x de Netscape Navigator, y actualmente cuenta con el apoyo organizativo, legal y financiero de la Fundación Mozilla, organización sin ánimo de lucro ubicada en el estado de California, Estados Unidos. La fundación fue lanzada el 15 de julio de 2003 para permitir la continuidad del proyecto Mozilla más allá de la participación de voluntarios individuales.

## Organizaciones afiliadas

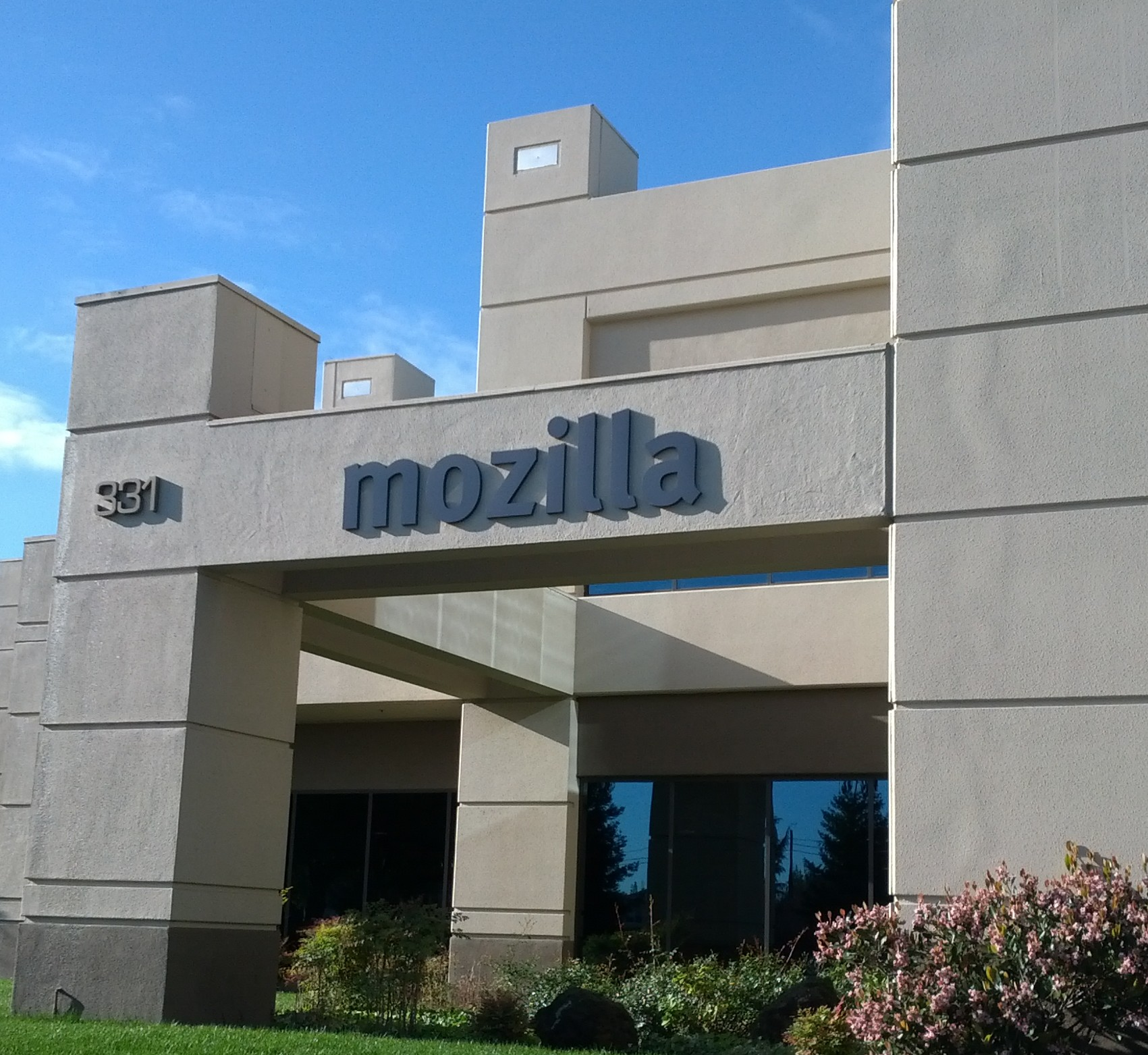
La sede de Mozilla está en 331 E. Evelyn Avenue, Mountain View, CA.

El 17 de febrero de 2004 se lanzó la Asociación Mozilla Europa, organización afiliada a la Fundación Mozilla, que representa oficialmente al proyecto Mozilla en el continente europeo y el 18 de agosto de 2004 Mozilla Japón, el equivalente para ese país asiático. También existe Mozilla China.

### Corporación Mozilla
Mozilla Corporation fue creada el 3 de agosto de 2005 y participada totalmente por la Mozilla Foundation que se dedica al desarrollo y distribución de Mozilla Firefox y Mozilla Thunderbird.